# Суцільний очисний вибій

Очисний комбайн у комплексно-механізованій лаві

Суцільний очисний вибій (рос. сплошной очистной забой, англ. full-face, continuous [straight] face (stope); нім. durchgehender Abbauort n) — довгий очисний вибій, що має на початку кожного циклу прямолінійну форму. Крім суцільних, розрізняють також стеле- та підошвоуступні довгі очисні вибої.
Спосіб проходки суцільного вибою — проведення підземних виробок із розкриванням їх на повний перетин за один прийом. Застосовують у скельних та міцних ґрунтах із коефіцієнтом тривкості гірських порід за М. М. Протодьяконовим більше 4.